# Altare del duca Rachis
L'altare del duca Rachis è una delle più importanti opere scultoree della Rinascenza liutprandea ed è conservato nel Museo cristiano di Cividale del Friuli.
È datato tra il 737 e il 744, periodo in cui Rachis fu duca del Friuli. Le dimensioni complessive sono 1,44 x 0,90 x 0,88 m. L'altare è stato portato nel 1947 nei pressi del duomo dalla cividalese chiesa di San Martino, dove era attestato già dal 1568.

## Descrizione e stile
Composto da quattro lastre di marmo di Aurisina, presenta alla sommità un'epigrafe latina che corre sui quattro lati: "[M]AXIMA DONA XPI ADCLARIT SVB(L)EIMI CONCESSA PEMMONI VBIQVE D(E)I REFO / RMARENTUR UT TEMPLA NAM ET INTER RELIQVA / DOMVM BEATI IOHANNIS ORNABIT PENDOLA TEGURO PVLCHRO ALT / ARE DIDABIT MARMORIS COLORE RATCHIS HIDEBOHOHLRIT". La frase indica che l'altare fu donato dal duca Ratchis (737-744) in onore del padre, il duca Pemmone, per una chiesa dedicata a San Giovanni Battista; l'altare era parte di un complesso più articolato, sormontato da un ciborio, da cui pendeva un ornamento, forse una croce o una corona aurea.

Visitazione

Su tre delle lastre sono presenti soggetti religiosi: la Visita di Maria Vergine alla cugina Elisabetta, detta anche semplicemente Visitazione; Cristo in maestà entro una mandorla sorretta da quattro angeli; l'Adorazione dei Magi.

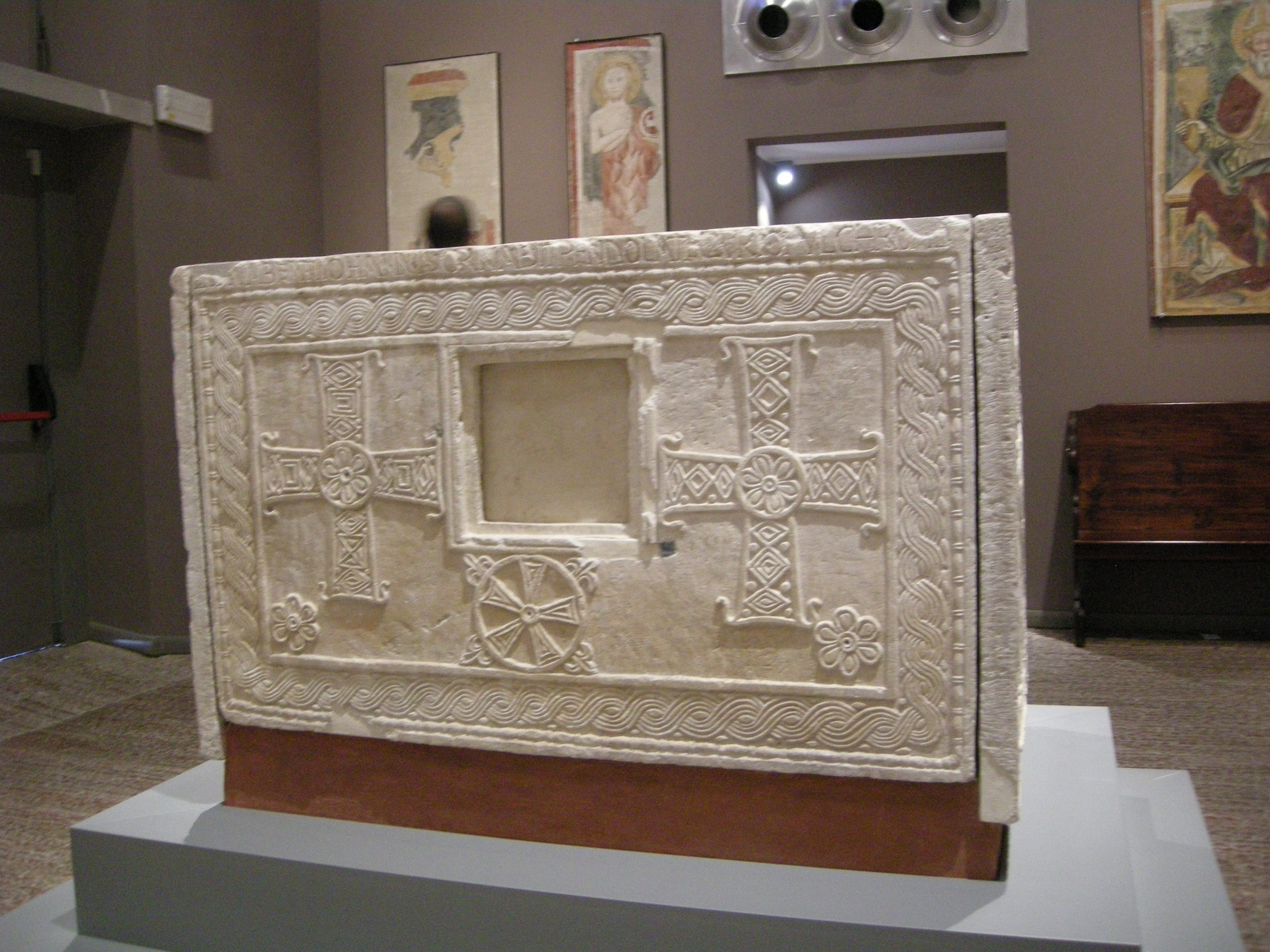
Il quarto lato

Il quarto lato, che probabilmente non era visibile al pubblico, reca solo una cornice con un vano per contenere le reliquie, affiancato da due croci. L'altare in origine era dipinto a colori vivaci, infatti sulla superficie del prospetto frontale sono rintracciabili significativi residui di pigmenti alterati.
Le figure scolpite si presentano fortemente bidimensionali e si staccano nettamente dal piano di fondo, quasi un disegno a rilievo. Questi caratteri, la marcata stilizzazione delle figure e il calligrafismo d'insieme fanno assomigliare l'altare ad un monumentale cofanetto eburneo.
Coerentemente a uno stile fortemente astrattizzante di matrice tardo antica, distante dalla resa naturalistica dei soggetti, le figure umane presentano alcune deformazioni, quali quelle delle grandi mani degli angeli che sorreggono la mandorla. I volti sono caratterizzati dall'assottigliarsi del mento (volti a "pera rovesciata"). L'antinaturalismo formale e il forte rimbalzo cromatico che le superfici avevano un tempo sottolineano con forza il valore sacro e simbolico dell'opera. Si può notare inoltre come permanga una simbolica gerarchia dimensionale dei personaggi per cui hanno grandezza maggiore i personaggi di maggior rilievo quali Maria rispetto alla cugina Elisabetta e Gesù rispetto agli angeli.

### Maiestas Domini

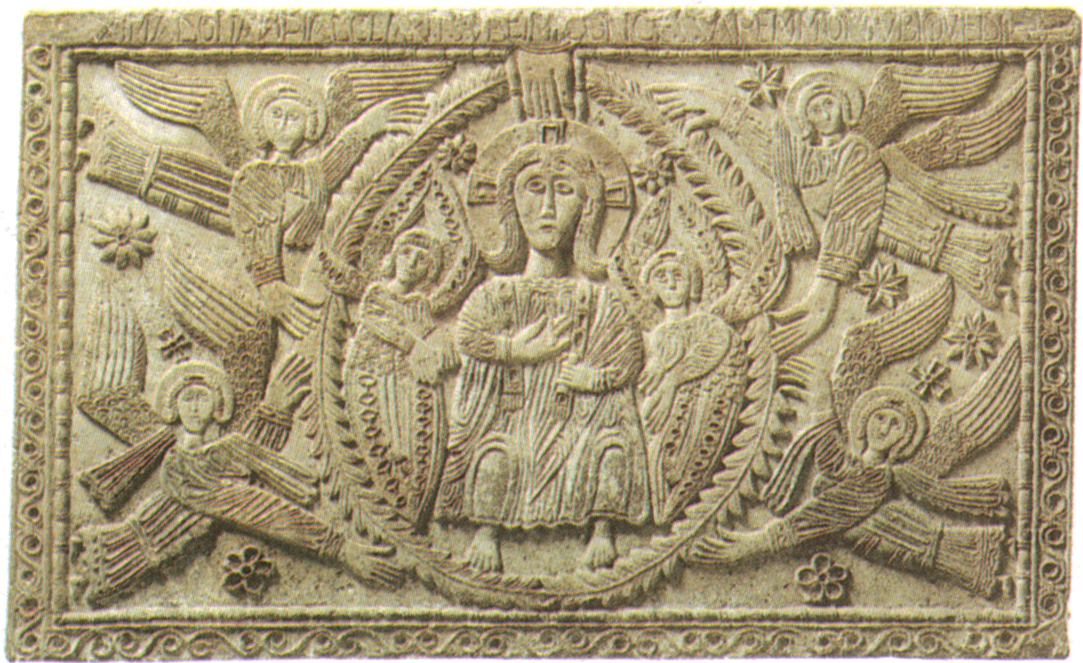
Maiestas Domini, rilievo dell'Altare del duca Rachis

Il Cristo in maestà si colloca nel prospetto frontale dell'altare ed è stato realizzato sempre tramite la tecnica del bassorilievo. Cristo (Maiestas) ascende in cielo all'interno di una mandorla arborea, sorretta da quattro angeli ed è affiancato da altri due angeli nei quali l'iconografia dei cherubini si contamina con quella dei serafini. Un delicato motivo ornamentale incornicia la scena (motivo a S raffrontate).
In origine questa lastra era impreziosita da policromie, paste vitree e lamine d'oro.

### Adorazione dei Magi

Adorazione dei magi

Nell'Adorazione dei Magi la Madonna si presenta assisa su un alto trono in legno con il Bambino Gesù sul grembo e, a sinistra, i tre Magi che recano dei doni. Un angelo in alto, disposto orizzontalmente, guida loro il cammino. La Vergine è connotata da una croce incisa sulla fronte; i Magi sono caratterizzati da tipiche vesti asiatiche (copricapo frigio e vesti drappeggiate).
Come nella precedente scena la superficie si presenta fortemente decorata, in linea con l'horror vacui (paura del vuoto) che caratterizza tutta la scultura barbarica. Anche qui è presente una proporzione gerarchica dei personaggi.